# Пем Шрајвер
Памела Хауард Шрајвер Лејзенби (енгл. Pamela Howard Shriver Lazenby; Балтимор, 4. јул 1962) је бивша америчка тенисерка, која је играла тенис професионално од 1979. до 1997. године. Освојила је 21 титулу у појединачној конкуренцији, у којој јој је највиша позиција на ВТА листи била 3. место.
Шрајвер је била специјалиста за парове. У конкуренцији женских парова, освојила је 21 гренд слем титулу. Такође је освојила златну медаљу на Олимпијским играма 1988. у Сеулу, у конкуренцији женских парова, заједно са Зином Гарисон.

## Каријера
Шрајвер је дебитовала на Отвореном првенству САД 1978. године. Имала је 16 година и није била носилац, била је аматер, а достигла је финале у женској појединачној конкуренцији. Након што је поразила Мартину Навратилову у полуфиналу, у финалу је изгубила од Крис Еверт (7-5, 6-4). Исте године је освојила своју прву титулу у каријери, у Колумбусу, Охајо.
Финале Отвореног првенства САД 1978. било је једино финале Шрајверове у појединачној конкуренцији. Изгубила је у осам полуфинала: четири од Мартине Навратилове, два од Штефи Граф и по један од Крис Еверт и Хане Мандликове.

### Парови
Шрајвер је највећу славу доживела играјући у конкуренцији парова. Након што се појавила, почела је да игра парове с Мартином Навратиловом, и њих две су освојиле 79 узастопних турнира. Укупно у каријери је освојила 112 титула у конкуренцији женски парова, и једна је од само шест тенисерки у историји опен ере која је у каријери освојила више од 100 титула.
Навратилова и Шрајвер су један од најјачих тимова у историји тениса. Освојиле су двадесет гренд слем титула заједно: седам пута Отворено првенство Аустралије, четири пута Отворено првенство Француске, пет пута Вимблдон и четири пута Отворено првенство САД. 1984. су освојиле све четири гренд слем титуле. Шрајвер и Навратилове су победиле у 109 узастопних мечева у периоду 1983 — 1985. Овај тим је добио Награду Женске тениске асоцијације за најбољи тениски пар године осам пуза узастопно, од 1981. до 1988. године.
Шрајвер је освојила своју последњу гренд слем титулу у женским паровима 1991. године. То је било Отворено првенство САД, заједно са Наташом Зверевом. Такође је заједно са Емилијом Санчез освојила Отворено првенство Француске 1987. у конкуренцији мешовитих парова. Заједно са Зином Гарисон, освојила је златну медаљу на Олимпијским играма 1988. у Сеулу, у конкуренцији женских парова. Такође је освојила све три златне медаље (појединачно, женски парови, мешовити парови) на Пан америчким играма 1991. у Хавани.
Шрајвер је 1985. заузела прво место на ВТА листи у конкуренцији женских парова. На тој позицији ју је после неког времена сменила Мартина Навратилова.

### Повлачење
Шрајвер није играла на ВТА туру од 1996, а 1997. се званично повукла. Али, остала је присутна у свету професионалног тениса, и неко време је тренирала Винус Вилијамс. Такође, коментарише и води тениске мечеве за познате телевизијске програме у САД, Уједињеном Краљевству и Аустралији.

## Гренд слем финала

### Појединачно (1)

#### Порази (1)
| Година | Турнир                 | Противница у финалу | Резултат |
| 1978.  | Отворено првенство САД | Крис Еверт          | 7–5, 6–4 |

### Женски парови (24)

#### Победе (21)
| Година | Турнир                            | Партнерка           | Противнице у финалу                  | Резултат         |
| 1982.  | Вимблдон                          | Мартина Навратилова | Кети Џордан Ен Смит                  | 7-5, 6-1         |
| 1982   | Отворено првенство Аустралије     | Мартина Навратилова | Клаудија Коде-Килш Ева Пваф          | 6–4, 6-2         |
| 1983.  | Вимблдон (2)                      | Мартина Навратилова | Розмари Казалс Венди Тарнбул         | 6-2, 6-2         |
| 1983   | Отворено првенство САД            | Мартина Навратилова | Розлин Феирбенк Кенди Рејнолдс       | 6-7, 6-1, 6-3    |
| 1983   | Отворено првенство Аустралије (2) | Мартина Навратилова | Ен Хобс Венди Тарнбул                | 6-4, 6-7, 6-2    |
| 1984.  | Отворено првенство Француске      | Мартина Навратилова | Клаудија Коде-Килш Хана Мандликова   | 5-7, 6–3, 6-2    |
| 1984   | Вимблдон (3)                      | Мартина Навратилова | Кети Џордан Ен Смит                  | 6-3, 6-4         |
| 1984   | Отворено првенство САД (2)        | Мартина Навратилова | Ен Хобс Венди Тарнбул                | 6–2, 6–4         |
| 1984   | Отворено првенство Аустралије (3) | Мартина Навратилова | Клаудија Коде-Килш Хелена Сукова     | 6-3, 6-4         |
| 1985.  | Отворено првенство Француске (2)  | Мартина Навратилова | Клаудија Коде-Килш Ева Пваф          | 4-6, 6–2, 6-2    |
| 1985   | Вимблдон (4)                      | Мартина Навратилова | Кети Џордан Елизабет Смајли          | 5-7, 6-3, 6-4    |
| 1985   | Отворено првенство Аустралије (4) | Мартина Навратилова | Клаудија Коде-Килш Хелена Сукова     | 6-3, 6-4         |
| 1986.  | Вимблдон (5)                      | Мартина Навратилова | Хана Мандликова Венди Тарнбул        | 6–1, 6-3         |
| 1986   | Отворено првенство САД (3)        | Мартина Навратилова | Хана Мандликова Венди Танрбул        | 5-7, 6-3, 6-2    |
| 1987.  | Отворено првенство Аустралије (5) | Мартина Навратилова | Зина Гарисон Лори Мекнил             | 6-1, 6-0         |
| 1987   | Отворено првенство Француске (3)  | Мартина Навратилова | Штефи Граф Габријела Сабатини        | 6-2, 6-1         |
| 1987   | Отворено првенство САД (4)        | Мартина Навратилова | Кети Џордан Елизабет Смајли          | 5-7, 6–4, 6-2    |
| 1988.  | Отворено првенство Аустралије (6) | Мартина Навратилова | Крис Еверт Венди Тарнбул             | 6-0, 7-5         |
| 1988   | Отворено првенство Француске (4)  | Мартина Навратилова | Клаудија Коде-Килш Хелена Сукова     | 6–2, 7-5         |
| 1989.  | Отворено првенство Аустралије (7) | Мартина Навратилова | Пети Фендрик Џил Хедерингтон         | 3-6, 6-3, 6-2    |
| 1991.  | Отворено првенство САД (5)        | Наташа Зверева      | Јана Новотна Лариса Савченко Неиланд | 6-4, 4-6, 7-6(5) |

#### Порази (4)
| Година | Турнир                        | Партнерка           | Противнице у финалу                 | Резултат         |
| 1985.  | Вимблдон                      | Мартина Навратилова | Кети Џордан Елизабет Смајли         | 5-7, 6-3, 6-4    |
| 1985   | Отворено првенство САД        | Мартина Навратилова | Клаудија Коде-Килш Хелена Сукова    | 6-7(5), 6-2, 6-3 |
| 1989.  | Отворено првенство САД (2)    | Мери Џо Фернандез   | Хана Мандликова Мартина Навратилова | 5-7, 6–4, 6-4    |
| 1993.  | Отворено првенство Аустралије | Елизабет Смајли     | Ђиђи Фернандез Наташа Зверева       | 6-4, 6-3         |

### Мешовити парови (1)

#### Победе (1)
| Година | Турнир                       | Партнер       | Противници у финалу        | Резултат    |
| 1987.  | Отворено првенство Француске | Емилио Санчез | Лори Мекнил Шервуд Стјуарт | 6-3, 7-6(4) |

## Учешће на гренд слем турнирима

### Појединачно
| Турнир                        | 1978.   | 1979.   | 1980.   | 1981.   | 1982.   | 1983.   | 1984. | 1985.   | 1986.   | 1987. | 1988.   | 1989.   | 1990.   | 1991.   | 1992.   | 1993.   | 1994.   | 1995.   | 1996    | Career SR |
| ----------------------------- | ------- | ------- | ------- | ------- | ------- | ------- | ----- | ------- | ------- | ----- | ------- | ------- | ------- | ------- | ------- | ------- | ------- | ------- | ------- | --------- |
| Отворено првенство Аустралије | Н       | Н       | ЧФ      | ПФ      | ОФ      | ПФ      | ЧФ    | 3. коло | НО      | ЧФ    | 4. коло | 3. коло | 3. коло | 3. коло | 3. коло | 1. коло | 2. коло | 1. коло | 1. коло | 0 / 16    |
| Отворено првенство Француске  | Н       | Н       | Н       | Н       | Н       | 3. коло | Н     | Н       | Н       | Н     | Н       | Н       | Н       | Н       | Н       | Н       | 1. коло | Н       | Н       | 0 / 2     |
| Вимблдон                      | 3. коло | 2. коло | 4. коло | ПФ      | 4. коло | 2. коло | ЧФ    | ЧФ      | 1. коло | ПФ    | ПФ      | 3. коло | Н       | 3. коло | 2. коло | Н       | 3. коло | 1. коло | 2. коло | 0 / 17    |
| Отворено првенство САД        | Ф       | 1. коло | ЧФ      | 4. коло | ПФ      | ПФ      | ЧФ    | ЧФ      | ЧФ      | ЧФ    | 2. коло | 1. коло | Н       | 3. коло | 2. коло | 1. коло | 2. коло | 2. коло | 1. коло | 0 / 18    |
| Освојених турнира             | 0 / 2   | 0 / 2   | 0 / 3   | 0 / 3   | 0 / 3   | 0 / 4   | 0 / 3 | 0 / 3   | 0 / 2   | 0 / 3 | 0 / 3   | 0 / 3   | 0 / 1   | 0 / 3   | 0 / 3   | 0 / 2   | 0 / 4   | 0 / 3   | 0 / 3   | 0 / 53    |

- НО - турнир није одржан

## Награде
- 1981: ВТА награда за тениски пар године (са Мартином Навратиловом)
- 1982: ВТА награда за тениски пар године (са Мартином Навратиловом)
- 1983: ВТА награда за тениски пар године (са Мартином Навратиловом)
- 1984: ВТА награда за тениски пар године (са Мартином Навратиловом)
- 1985: ВТА награда за тениски пар године (са Мартином Навратиловом)
- 1986: ВТА награда за тениски пар године (са Мартином Навратиловом)
- 1987: ВТА награда за тениски пар године (са Мартином Навратиловом)
- 1988: ВТА награда за тениски пар године (са Мартином Навратиловом)